# Allium azutavicum
Allium azutavicum är en amaryllisväxtart som beskrevs av Kotukhov. Allium azutavicum ingår i släktet lökar, och familjen amaryllisväxter.
Artens utbredningsområde är Kazakstan. Inga underarter finns listade i Catalogue of Life.